# Żydowski Dom Ludowy w Lublinie

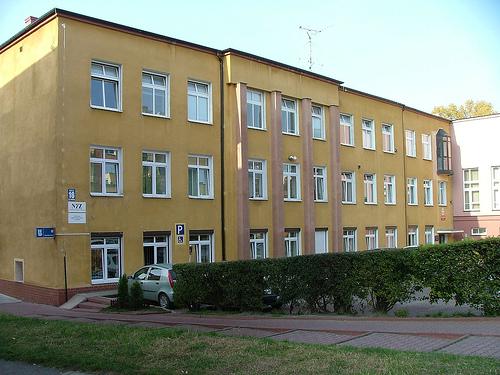
Budynek Żydowskiego Domu Ludowego

Żydowski Dom Ludowy im. Icchaka Lejbusza Pereca – dawny ośrodek kulturalny żydów lubelskich znajdujący się na rogu ulic Czwartek i Szkolnej w Lublinie.
Budynek Żydowskiego Domu Ludowego został wzniesiony w latach 1936–1939 z inicjatywy lewicowej organizacji „Bund”. Miała mieścić się w nim szkoła, teatr, biblioteka oraz inne instytucje kulturalne. Otwarcie tego domu kultury zaplanowano na 1 września 1939.
Ze względu na II wojnę światową budynek otwarto w 1944. Pełnił on wtedy funkcję punktu zbornego ocalałych z Holocaustu Żydów powracających do Lublina, działała także szkoła podstawowa, w której nauczano po polsku i w jidysz. Szkołę zlikwidowano w 1949.
W kolejnych latach w budynku znajdowała się siedziba Instytutu Medycyny Pracy i Higieny Wsi, Regionalnej Kasy Chorych, a następnie miejscowego oddziału Narodowego Funduszu Zdrowia.
W 1987 roku odsłonięto tablicę pamiątkową upamiętniającą pierwotne przeznaczenie budynku. Żydowski Dom Ludowy znajduje się na Szlaku Pamięci Żydów Lubelskich.